# Elisabeth Wilhelmine av Württemberg-Mömpelgard
Elisabeth Wilhelmine av Würtemberg-Mömpelgard, född 21 april 1767, död 18 februari 1790, var en österrikisk ärkehertiginna, gift med tronföljaren, den framtide Frans II (tysk-romersk kejsare).  

## Biografi
Elisabeth var dotter till hertig Fredrik II Eugen av Württemberg och Sofia Dorothea av Brandenburg-Schwedt. Hennes syster Dorothea blev gift med den ryske tronföljaren. Vid 15 års ålder utsågs hon till brud åt Österrikes tronföljare Frans och kallades av dennes farbror Josef II (tysk-romersk kejsare) till Wien där hon fick konvertera till katolicismen och uppfostras i Salesianerinnenklostret inför bröllopet.  
Gift 1788 med Frans II (tysk-romersk kejsare) i hans första äktenskap. 
Elisabeth hade en mycket god relation till kejsar Josef II, vars sista år hon ska ha livat upp med sin charm. Hon var bland annat elev till Mozart. Elisabeth hade en dålig hälsa som uppgavs ha försämrats av psykisk oro för kejsarens allt sämre hälsotillstånd; hon svimmade under sin graviditet vid åsynen av hur kejsaren gavs sista smörjelsen vid sin dödsbädd, vilket satte igång värkarbetet. Hon avled i barnsäng dagen efter dottern Ludovicas födelse. Kejsar Josef II dog kort därpå. 
Barn:
1. Ludovica (1790-1791)